# Helichrysum petiolare
Helichrysum petiolare es una planta de la familia de las asteráceas. Es originaria de Sudáfrica y usada por los sangomas para comunicar con sus ancestros.

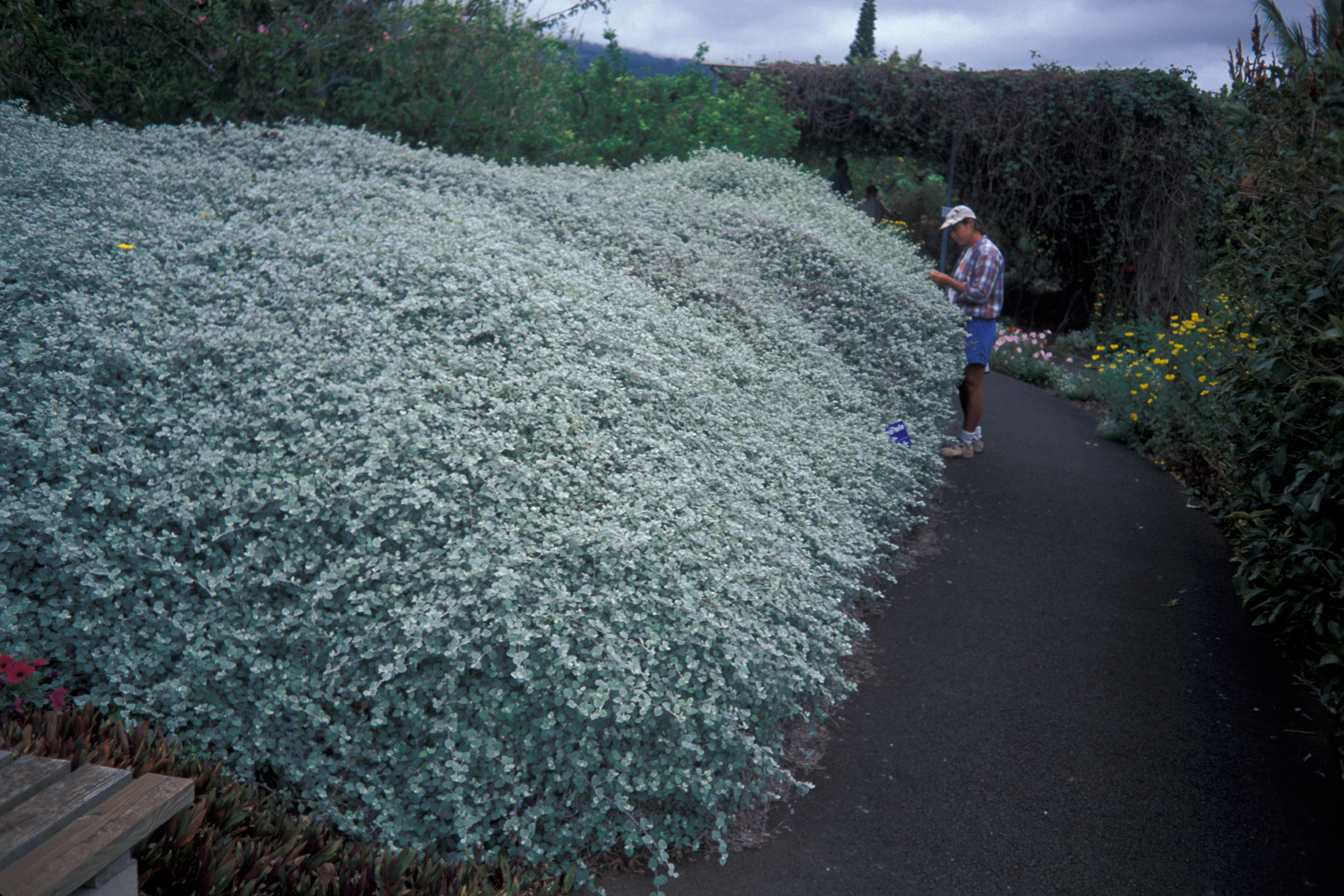
Vista de la planta

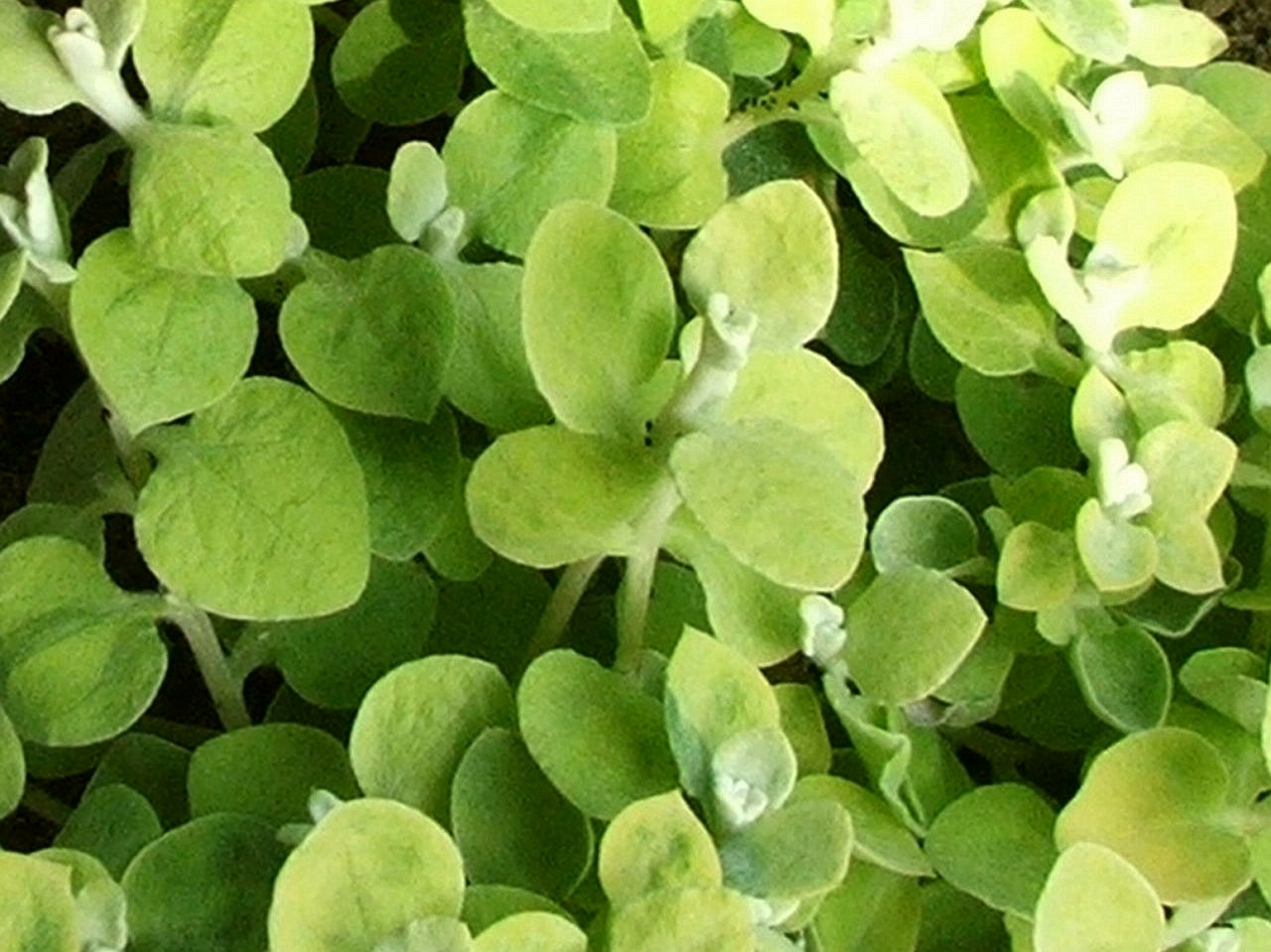
Detalle de las hojas

## Descripción
La planta de regaliz (Helichrysum petiolare) es una planta de Sudáfrica de hoja perenne, con un gran follaje; tiene hojas grises acorazonadas y tallos cubiertos de pelos blancos parecidos a una telaraña. Es un subarbusto sarmentoso que forma densos montículos de 60 cm o más de alto y 1,8 m o más de ancho, con tallos nuevos que brotan de una red de rizomas. Está bien adaptado al sol o a la sombra y a las condiciones de sequía. Las flores que solo da ocasionalmente no son vistosas.

## Usos
Algunos cultivares como "Variegatum" que presenta un jaspeado de color crema, se dan mejor a la sombra y es una soberbia planta estival en jardines de climas fríos.

## Taxonomía
Helichrysum petiolare fue descrita por Hilliard & B.L.Burtt y publicado en Notes from the Royal Botanic Garden, Edinburgh 32(3): 357–358. 1973.
Etimología
Helichrysum: nombre genérico que deriva del griego antiguo ἕλιξ helix = "retorcido" y χρυσός crisós = "oro".
petiolare: epíteto latíno que significa "con peciolos"
Sinonimia
- Helichrysum petiolatum (L.) DC.	[4]